# Prince Kwabena Adu
Prince Kwabena Adu, né le 23 septembre 2003 à Sunyani au Ghana, est un footballeur ghanéen qui évolue au poste d'avant-centre au Viktoria Plzeň.

## Biographie

### En club
Né à Sunyani au Ghana, Prince Kwabena Adu est formé par le Bechem United, où il commence sa carrière professionnelle. Le 23 février 2023, il signe au FK Isloch Minsk Raion, en Biélorussie, pour un contrat de deux ans.
Le 31 août 2023, Adu rejoint le club ukrainien du Kryvbass Kryvy Rih, signant un contrat de quatre ans.
Il joue son premier match pour le Kryvbass Kryvy Rih le 20 octobre 2023 face au Metalist 1925 Kharkiv, en championnat. Il entre en jeu et son équipe s'impose par trois buts à un.
Le 28 août 2024, Prince Kwabena Adu prend la direction de la Tchéquie en signant un faveur du Viktoria Plzeň pour un contrat de trois ans, soit jusqu'en juin 2027.
Le 19 octobre 2024, Adu se fait remarquer en réalisant son premier doublé pour le Viktoria, contre le FC Baník Ostrava. Titulaire, il participe à la victoire de son équipe par trois buts à un,.